# 1929-es magyar atlétikai bajnokság
Az 1929-es magyar atlétikai bajnokságon, amely a 34. magyar bajnokság volt,

## Eredmények

### Férfiak
| Versenyszám                                    | Arany                                                                            | Arany   | Ezüst                                           | Ezüst   | Bronz                                            | Bronz   |
| ---------------------------------------------- | -------------------------------------------------------------------------------- | ------- | ----------------------------------------------- | ------- | ------------------------------------------------ | ------- |
| 100 m                                          | Raggambi-Fluck István BBTE                                                       | 10,8    | Németh József Magyar AC                         | 11,0    | Gerő Gábor KAOE                                  | 11,1    |
| 200 m                                          | Raggambi-Fluck István BBTE                                                       | 22,4    | Barsi László BBTE                               | 22,4    | Kurunczy Lajos Törekvés                          | 23,0    |
| 400 m                                          | Barsi László BBTE                                                                | 50,2    | Magdics László MAFC                             | 51,0    | Szalay Jenő BBTE                                 | 51,7    |
| 800 m                                          | Barsi László BBTE                                                                | 1:56,6  | Szabó Miklós Magyar AC                          | 1:58,2  | Rózsa Ármin MTE                                  | 1:58,8  |
| 1500 m                                         | Szabó Miklós Magyar AC                                                           | 4:11,0  | Rózsa Ármin MTE                                 | 4:12,0  | Belloni Gyula Magyar AC                          | 4:13,2  |
| 5000 m                                         | Szerb Elek Magyar AC                                                             | 15:57,6 | Hevele Ferenc SAC                               | 16:03,6 | Csáki László GYAK                                | 16:04,4 |
| 15 000 m április 21., MAC pálya                | Szerb Elek Magyar AC                                                             | 51:24,6 | Kultsár István Magyar AC                        | 51:25,5 | Hevele Ferenc SAC                                | 51,58,2 |
| maraton október 6., gödöllői országút          | Zelenka József SBTC                                                              | 3:01,47 | Halla Károly KAC                                | 3:06,25 | László József RAFC                               | 3:16,40 |
| 4 × 100 m szeptember 22, MAC pálya             | BBTE Odri Antal Barsi László Szalay Jenő Raggambi-Fluck István                   | 43,7    | Magyar AC Farkas Pintér Németh József Darányi   | 44,2    | MAFC Balogh Magdics László Szentgyörgyi Szondi   | 44,4    |
| 4 × 400 m szeptember 22, MAC pálya             | BBTE Dárday István Odri Antal Szalay Jenő Barsi László                           | 3:27,6  | Magyar AC Károlyi Farkas Somfai Szabó           | 3:31,2  | MAFC Dénes Szentgyörgyi Ferenczi Magdics         | 3:34,0  |
| 4 × 1500 m szeptember 22, MAC pálya            | Magyar AC Belloni Gyula Benke Géza Szerb Elek Szabó Miklós                       | 17:22,4 | MTK Halász Ferihegyi Schüssler Farkas           | 17:39,0 | Újpesti TE Leichtág Krammer Juhász Pálfi         | 18:04,6 |
| 5000 m csapat                                  | Magyar AC Szerb Elek Belloni Gyula Gyulay Gábor Kultsár István Hrenyovszky János | 33 pont | ESC Gégény Majorosi Eper Hegedűs Horváth        | 51 pont | Vasas Lendvai Gergely Balogh Dianicska Prohászka | 58 pont |
| 110 m gát                                      | Boross József KEAC                                                               | 16,1    | Twordy András SZTC                              | 16,4    | Ferenczy Ödön MAFC                               | 16,5    |
| 200 m gát                                      | Jähn István MTK                                                                  | 26,0    | Farkas Mátyás Magyar AC                         | 26,2    | Orbán Ferenc KEAC                                | 26,6    |
| 400 m gát                                      | Somfay Elemér Magyar AC                                                          | 56,8    | Ferenczy Ödön MAFC                              | 59,3    | Dénes Emil MAFC                                  | 59,9    |
| magasugrás                                     | Késmárki Kornél BBTE                                                             | 1,84 m  | Orbán Ferenc KEAC                               | 1,81 m  | Stumpf György KEAC                               | 1,74 m  |
| távolugrás                                     | Farkas Mátyás Magyar AC                                                          | 7,06 m  | Balogh József MAFC                              | 6,99 m  | Szabó József PAC                                 | 6,93 m  |
| hármasugrás                                    | Farkas Mátyás Magyar AC                                                          | 13,65 m | Boross József KEAC                              | 13,32 m | Újfaluczky József                                | 13,25 m |
| rúdugrás                                       | Karlovits János Magyar AC                                                        | 3,60 m  | Hadházy Dezső DEAC                              | 3,50 m  | Hévízi Frigyes Magyar AC                         | 3,50 m  |
| súlylökés                                      | Darányi József Magyar AC                                                         | 14,15 m | Cserenyei István BTC                            | 13,37 m | Mihályi Károly MTK                               | 12,66 m |
| diszkoszvetés                                  | Marvalits Kálmán BTC                                                             | 45,49 m | Regős István MAFC                               | 42,51 m | Donogán István BTC                               | 42,47   |
| gerelyhajítás                                  | Szepes Béla Magyar AC                                                            | 62,32 m | Budavári Márton BBTE                            | 54,48 m | Gyurkó László Ferencvárosi TC                    | 52,77 m |
| tízpróba július 22., BBTE pálya                | Somfay Elemér Magyar AC                                                          | 6549,16 | Bácsalmási Péter TFSC                           | 5852,79 | Friedrich Tibor MAFC                             | 5336,96 |
| 10 km gyaloglás szeptember 22, BBTE pálya      | Jánosik Rezső MÁV                                                                | 52:07,4 | Hufnágel Rezső ESC                              | 56:12,8 | Fehér József ESC                                 | 1:00,36 |
| mezeifutás március 24., Káposztásmegyer        | Szerb Elek Magyar AC                                                             | 34:45,2 | Belloni Gyula Magyar AC                         | 34:58,6 | Gyulai Gábor Magyar AC                           | 35:37,8 |
| mezeifutás csapat március 24., Káposztásmegyer | Magyar AC Szerb Elek Belloni Gyula Gyulai Gábor Kultsár István Hrenyovszky János | 20 pont | Vasas Balogh Dianicska Kucsera Dávid Susányszky | 84 pont | ESC Majorosi Gégény Eper Hegedűs Hima            | 91 pont |

### Magyar atlétikai csúcsok
- 500 m síkfutás 1:03,4 ocs. Barsi László BBTE Budapest 6. 15.